# 다원주의
다원주의(多元主義, Pluralism)는 다양성을 인정하고, 다양한 의견을 존중하겠다는 입장을 말한다. 흥미, 관심, 문화, 신념의 다양성을 존중하는 것은 현대 민주주의의 철칙 중 하나이다.
현대사회는 개인적 혹은 집단 차원에 관한 상이한 인식과 이해(理解)를 구현하는 다양한 삶의 방식을 가진다.

## 저명한 다원주의자
- 아리스토텔레스
- 미셸 드 몽테뉴
- 제임스 매디슨
- 알렉시 드 토크빌
- 에드먼드 버크
- 아이제이아 벌린
- 애덤 스미스
- 데이비드 흄
- 찰스 샌더스 퍼스
- 윌리엄 제임스
- 버나드 윌리엄스
- 러니드 핸드
- (후반) 마이클 오크숏
- (후반) 파울 파이어아벤트
- 한나 아렌트
- 로버트 앨런 달

## 같이 보기
- 자유민주주의